# André Pronk
André Pronk (Vlaardingen, 20 april 1973) is een Nederlands cabaretier, presentator, zanger en entertainer. Pronk heeft verscheidene nummers op zijn naam staan, waaronder het nummer Laat Je Likkuh. Dit nummer is opgedragen aan zijn vriendin en minnares. Het nummer Laat Je Likkuh maakt deel uit van de vaste setlist tijdens optredens van de zanger.
De zanger staat bekend om zijn bijzondere lach. Daarnaast heeft André een eigen talkshow Pronkpraat op Youtube, hierin werden onder andere Johan Vlemmix, Jan Papenburg en Nees de Bondt geïnterviewd. André Pronk heeft vaste figuranten voor zijn videoclips, waaronder Fred van de Wall en Elly Kamps. Zijn laatste uitgebrachte single en videoclip heet: 'Hee Kim (ik heb zo'n zin)' en kwam in 2023. Ook in deze videoclip zijn Fred en Elly te zien. 

## Loopbaan
Pronks muziekcarrière begon in 2006 nadat hij mee had gedaan aan de talentenjacht X Factor. Hij zong hier het nummer Wat ben je lelijk van dichtbij van Huub Hangop.  Hierna kwam hij in contact met Robert Jensen en was hij jarenlang vaste gast bij Giel Beelen op 3FM. Al snel kreeg hij de bijnaam Koning van de Lach. 
Pronk was als figurant te zien in onder meer een televisiecommercial van Remia. Als acteur speelde hij onder meer in De Prooi, Ramses, Sunny Side Up en Reunie. Ook was hij geregeld op televisie te zien tijdens de reconstructies in het televisieprogramma Opsporing Verzocht. Hij was daarnaast vaak te gast in het Vlaamse radioprogramma Studio Brussel. Ook is hij regelmatig actief bingodraaier. In 2022 is André Pronk zijn eigen talkshow gestart op YouTube, genaamd Pronkpraat. In 2023 was Pronk te zien in het televisieprogramma De Alleskunner VIPS waarin hij op de 59ste plaats eindigde.

## Discografie

### Singles
- (2017) Patat met polonaise
- (2017) Waar is toch mijn caravan
- (2019) Ladderzat
- (2021) Laat Je Likkuh
- (2022) Druppel aan mijn knuppel
- (2022) Jo Jo Jo waar is mijn autoradio
- (2022) Banana
- (2023) Hee Kim (ik heb zo'n zin)
- (2024) “O Wat Een Stoot (LIVE at N.S.V. Ovum Novum”